# Germantown (Ohio)
Pour les articles homonymes, voir Germantown.
Germantown est une ville du comté de Montgomery, dans l’Ohio, aux États-Unis. Sa population est de 5 796 habitants en 2020.

## Géographie
Germantown est située dans le German Township, dans la partie sud-ouest du comté de Montgomery, dans l'Ohio. La ville se trouve dans une zone connue sous le nom de Twin Creek Valley, à la fourche des cours d'eau du Little Twin Creek à l'est et du Big Twin Creek à l'ouest et au sud.
Selon le Bureau du recensement des États-Unis, le village a une superficie totale de 11,03 km2, entièrement terrestre.

## Histoire
La première présence humaine sur la zone date de la culture Hopewell, le fort Carlisle, situé à 4 kilomètres au sud de Germantown, sur les rives du Big Twin, est construit vers le Ier – IIIe siècles. Les pierres du fort ont été ensuite utilises par les colons pour construire habitations, granges et puits.
Le site de la Twin Valley est, par la suite, une zone de chasse pour les tribus indiennes, les Chaouanons y avaient un campement jusqu'en 1804,. À la suite du traité de Greenville signé en 1795, les premiers européens arrivent dans la vallée en 1798 en provenance du Kentucky, leur terre est rachetée, à partir de 1804, par des colons allemands venant du comté de Berks en Pennsylvanie au prix de 10 $ l'acre.
Philip Gunckel, le seul membre de groupe parlant anglais est reconnu comme le fondateur de la ville. Il choisit l'emplacement du moulin à grains et établit le plan de la ville en 1814. Le 3 octobre de la même année, il fait paraître une annonce dans les journaux locaux pour la mise en vente de lots le 21 octobre. Les lots se vendent rapidement et un autre terrain est alloti le 15 novembre 1815. Il fait également don d'un lot pour chaque organisation religieuse. La première église, commune aux confessions luthériennes et réformées, est construite en 1809-1810 et, le bureau de poste est établi en octobre 1818.
L'absence de chemin de fer, Germanown n'est relié par train qu'à partir de 1896, n'empêche pas le développement économique de la ville. La distillerie Mud Lick est créée en 1847 par David Roeher, elle a une production de 30 à 40 barils de whisky par jour et est alors la plus grande distillerie des États-Unis. Détruite par la grande inondation de 1913, la distillerie n'est pas reconstruite, L'industrie du tabac est aussi florissante jusqu'aux années 1970, Germantown a compté jusqu'à cinq fabriques de cigares.

## Patrimoine
Le fort Carlisle, situé à l'ouest de Germantown, près de la State Route 725 est un site archéologique datant des Ier – IIIe siècles. Il est inscrit au Registre national des lieux historiques depuis le 15 février 1974.
Le quartier historique du plan d'urbanisme de Gunckel est délimité par les Mulberry et Walnut streets et les Warren et Market streets. Conçu par Philip Gunckel, en 1814, il se caractérise par sa conception unique de ruelles en forme de roues de chariot. Il est inscrit au Registre national des lieux historiques depuis le 13 mai 1976.
La maison et moulin John Stump est située au sud-ouest de Germantown, à la jonction des Sigel et Oxford streets. Ce bâtiment, construit en 1817, est inscrit au Registre national des lieux historiques depuis le 7 juillet 1975.
Le moulin Shuey est construit entre 1844 et 1845 par Lewis Shuey. Le moulin à grains est situé au même endroit que le moulin construit par Philip Gunckel en 1806. Il est inscrit au Registre national des lieux historiques le 5 septembre 1975.
La ferme Koehne-Poast, construite en 1853, est inscrite au Registre national des lieux historiques depuis le 4 novembre 1977. Le manoir et la remise David Rohrer est située au croisement d'Astoria road et de la State Route 725. Cette habitation est construite en 1865 par le propriétaire du whisky Mudlick, David Rohrer. Il est inscrit au Registre national des lieux historiques le 22 mai 1978.
L'église évangélique luthérienne Emmanuel est une église luthérienne historique située 30 rue W. Warren. Construite en 1870, elle est une des quatre églises encore existantes dans la région, construites par les Pennsylvania Dutch au XIXe siècle. Elle est inscrite au Registre national des lieux historiques le 6 septembre 1990. Le pont couvert de Germantown, construit en 1870 et restauré en 1963, a déménagé de son emplacement d'origine au-dessus de Little Creek sur Dayton Pike à son emplacement actuel sur l'East Center street en 1911. Inscrit au registre national des lieux historiques en 1971, il en est exclu après avoir été détruit par un véhicule en 1981. Des morceaux du pont sont utilisés lors de sa reconstruction ultérieure comme passerelle pour les piétons.

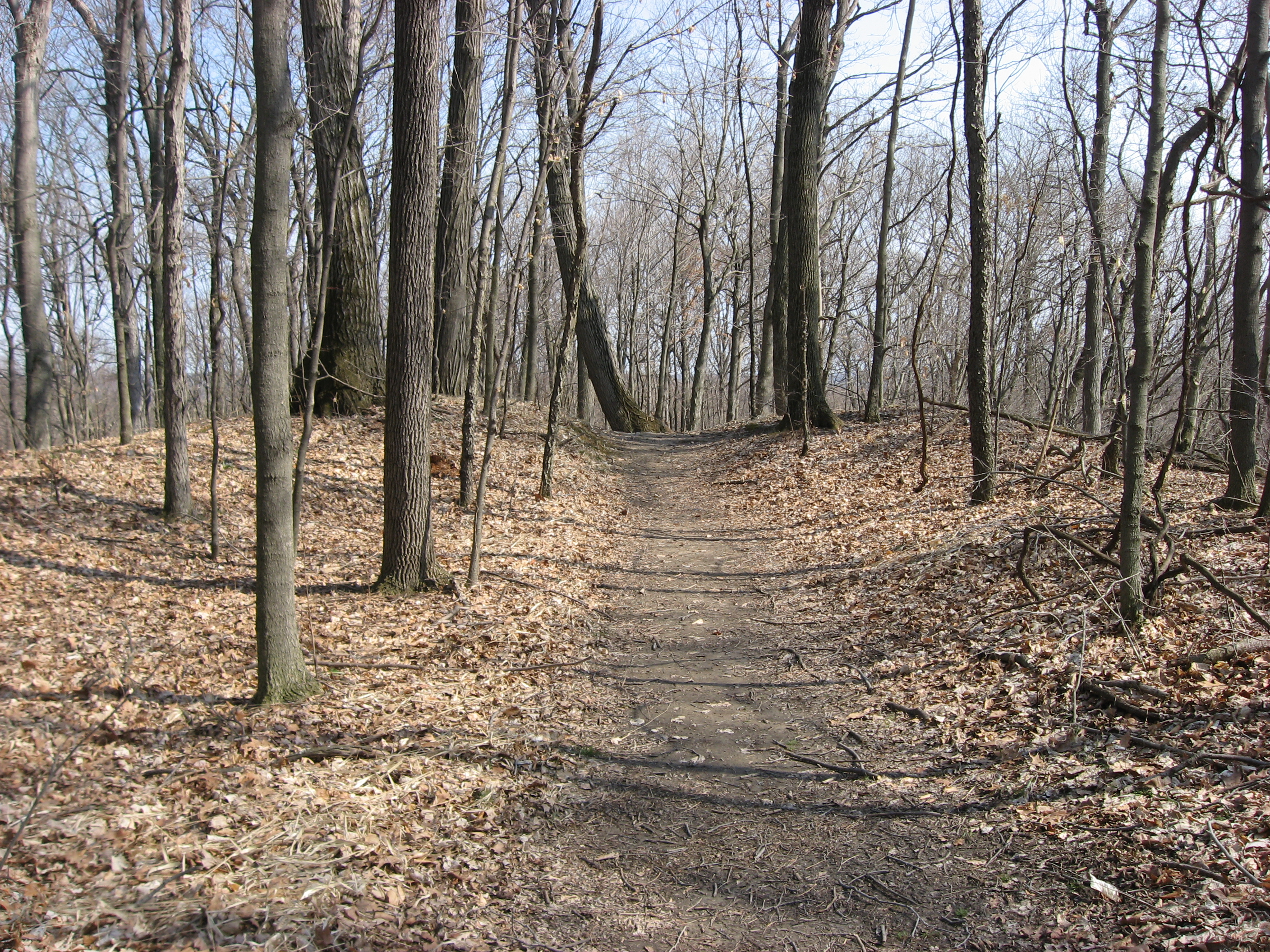
Une des portes d'entrée du fort de Carlisle, situé dans le parc métropolitain de Twin Creek
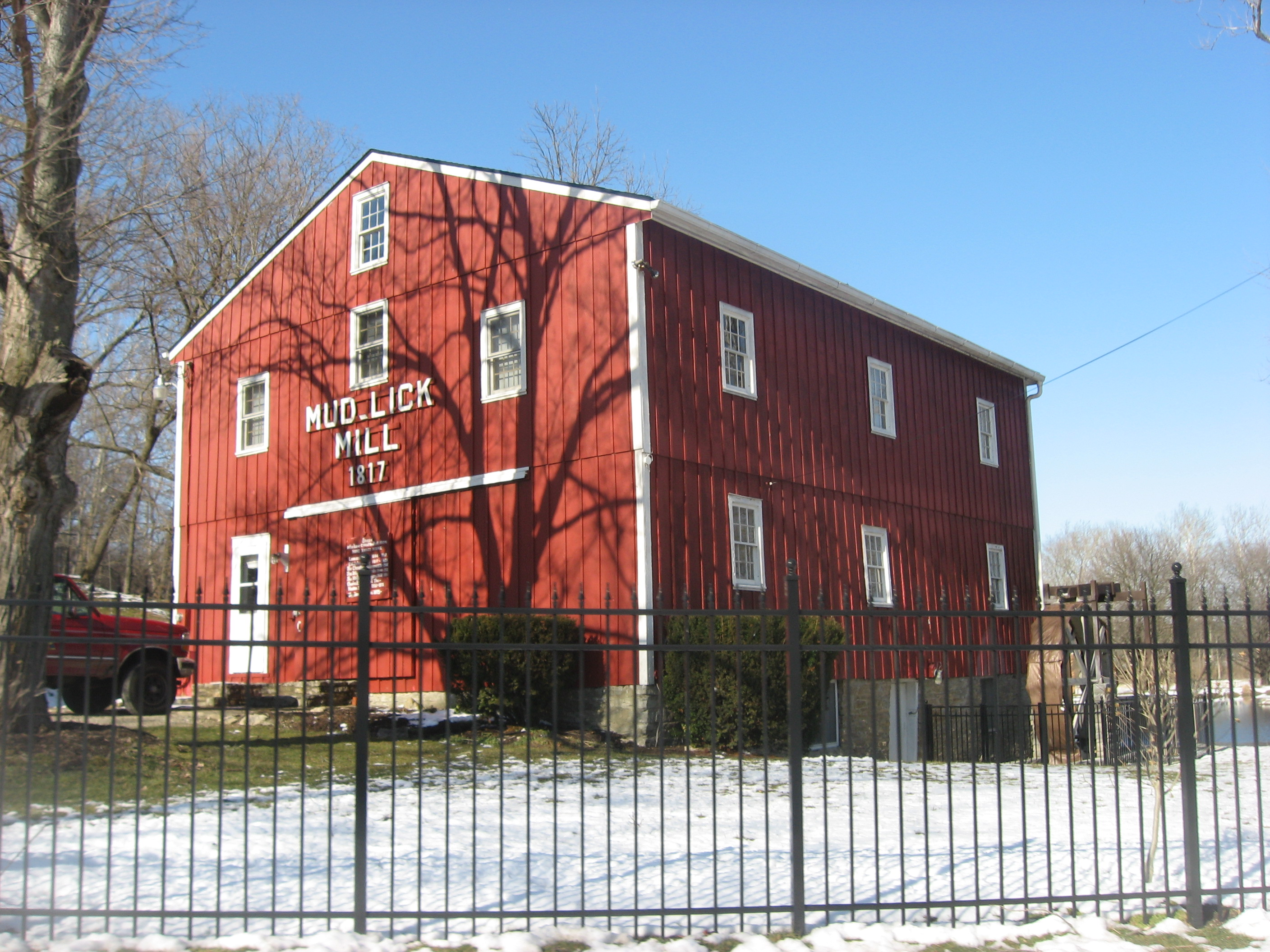
Façade et côté est du moulin John Stump.
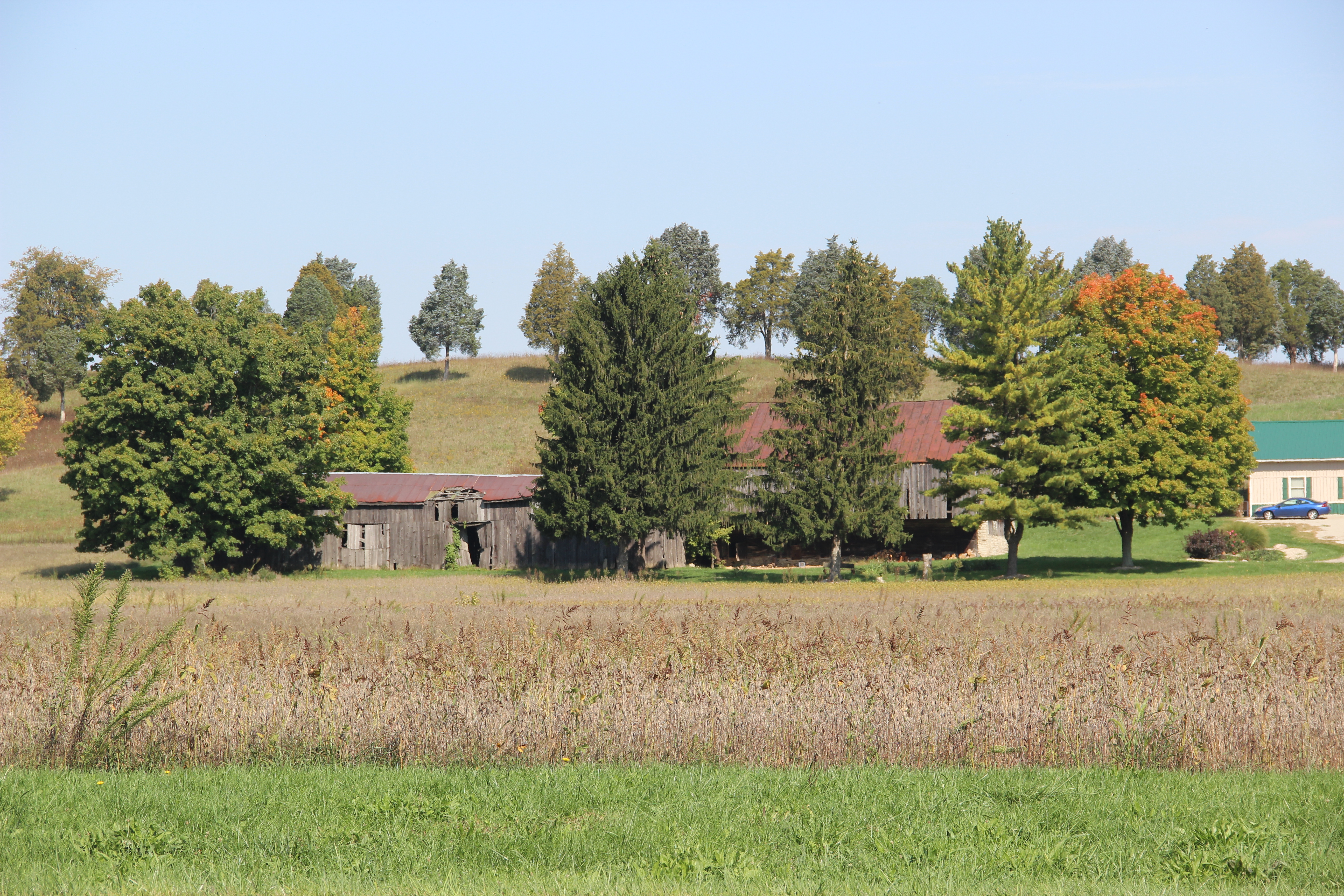
Ferme Koehne-Poast.
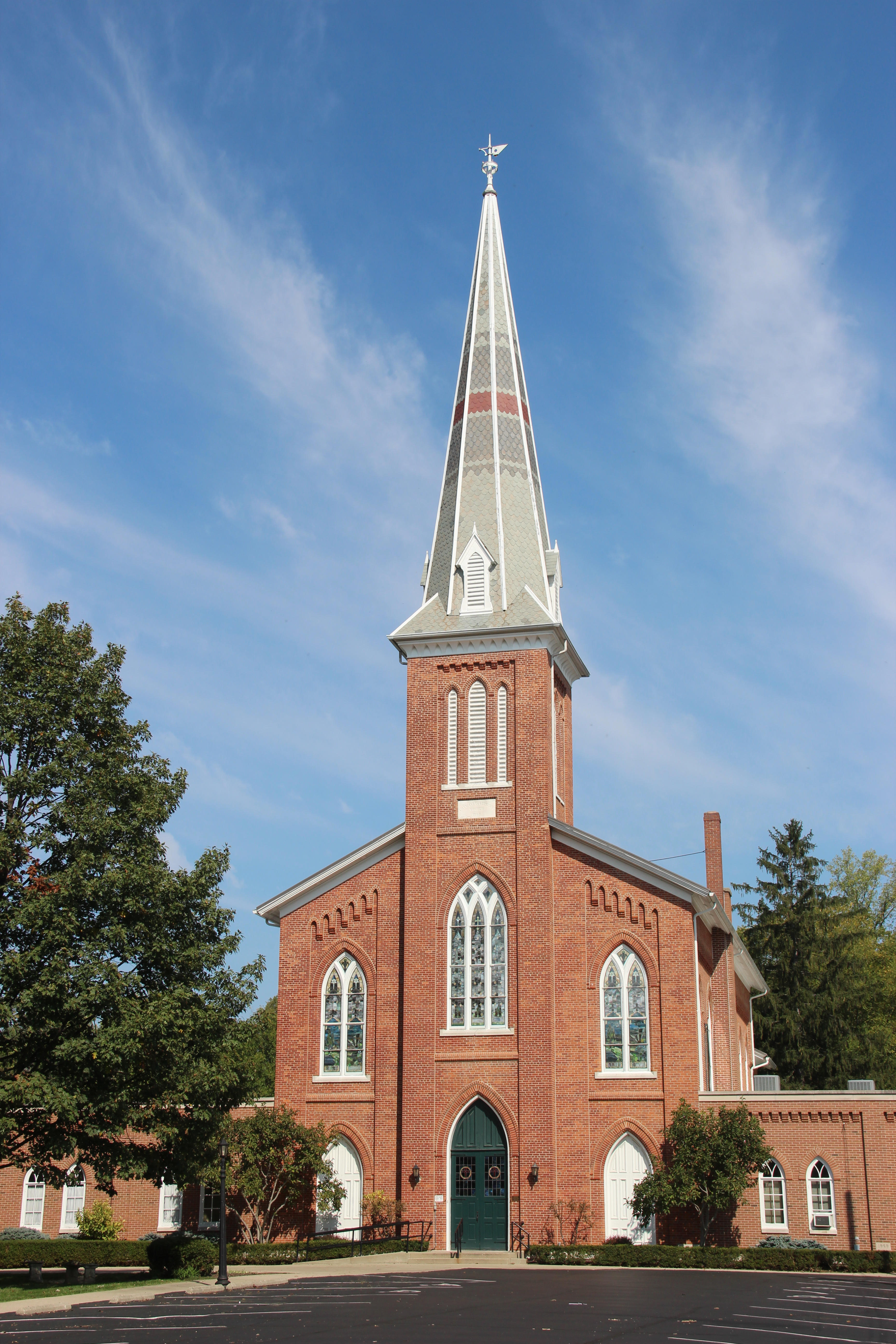
Église évangélique luthérienne d'Emmanuel.
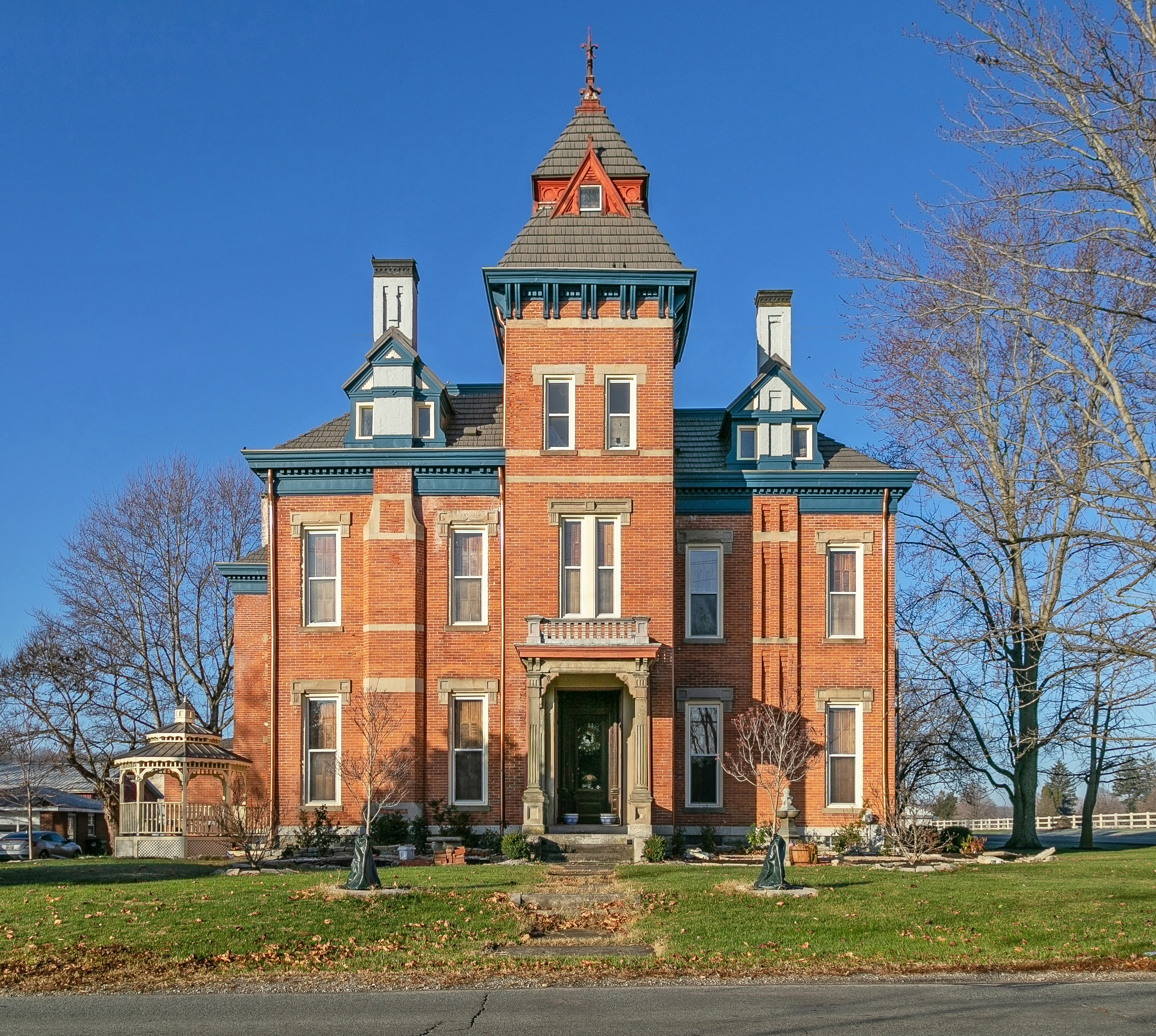
Vue de face de la maison David Rohrer.
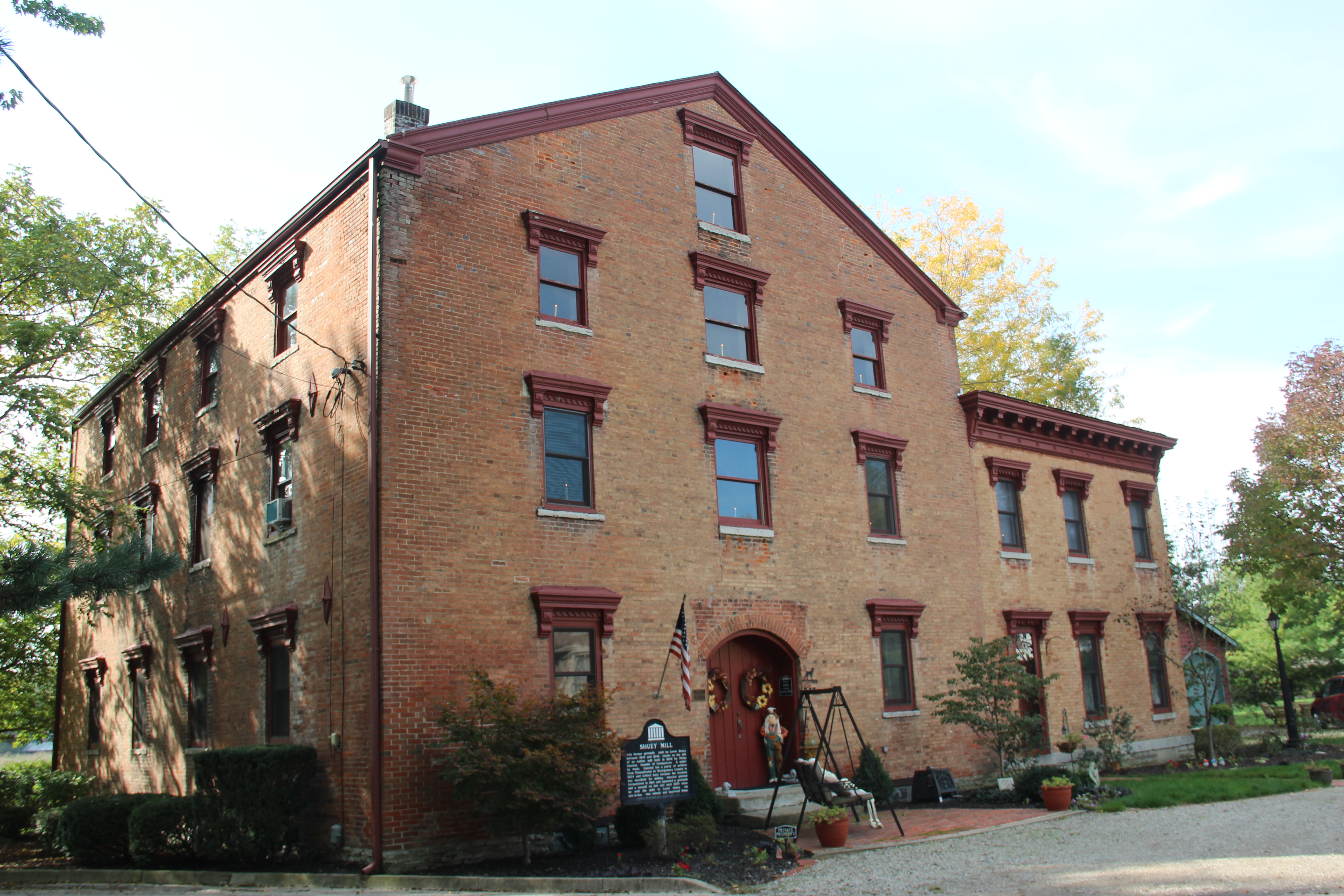
Moulin Shuey.
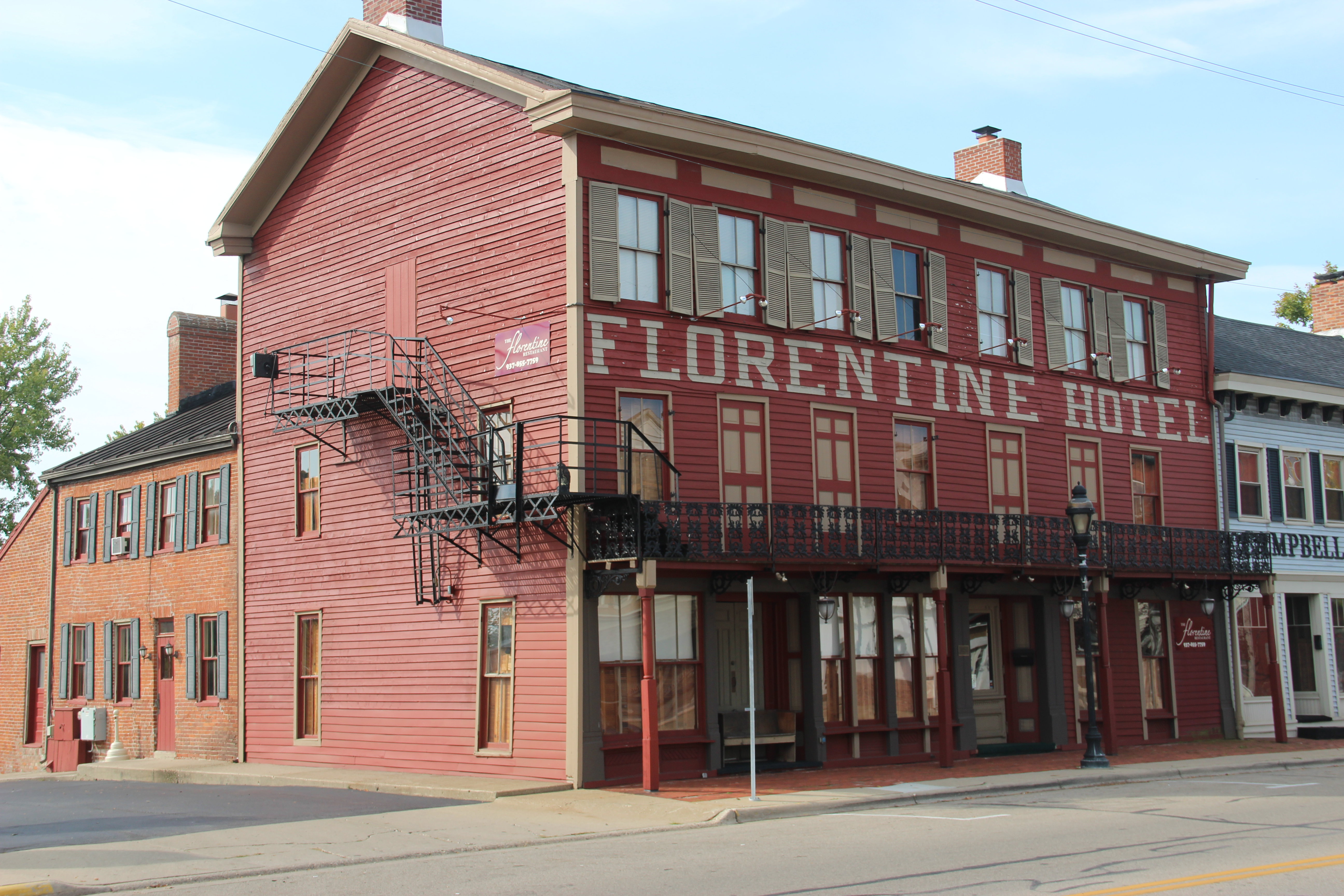
Quartier historique du plan de ville de Gunckel.